# Bơi lội tại Đại hội Thể thao Đông Nam Á 2019
Bơi lội là một trong những nội dung thi đấu tại SEA Games 2019 ở Manila được tổ chức tại Trung tâm thể thao dưới nước New Clark City từ ngày 4 đến ngày 9 tháng 12 năm 2019.  Đây là một trong bốn môn thể thao dưới nước của đại hội, cùng với nhảy cầu, bơi đường trường và bóng nước.

## Tổng quan
Singapore tiếp tục thống trị ở môn bơi khi giành tới 23 trên tổng số 38 huy chương vàng, trở thành quốc gia dẫn đầu nội dung bơi với tổng cộng 37 huy chương. Họ giành toàn bộ các nội dung tiếp sức, phá 13 kỷ lục SEA Games và 7 kỷ lục quốc gia Singapore.
Việt Nam xếp thứ hai với 10 huy chương vàng và tổng cộng 25 huy chương. 
Tổng cộng có 20 kỷ lục SEA Games và 35 kỷ lục quốc gia được thiết lập trong thời gian thi đấu.

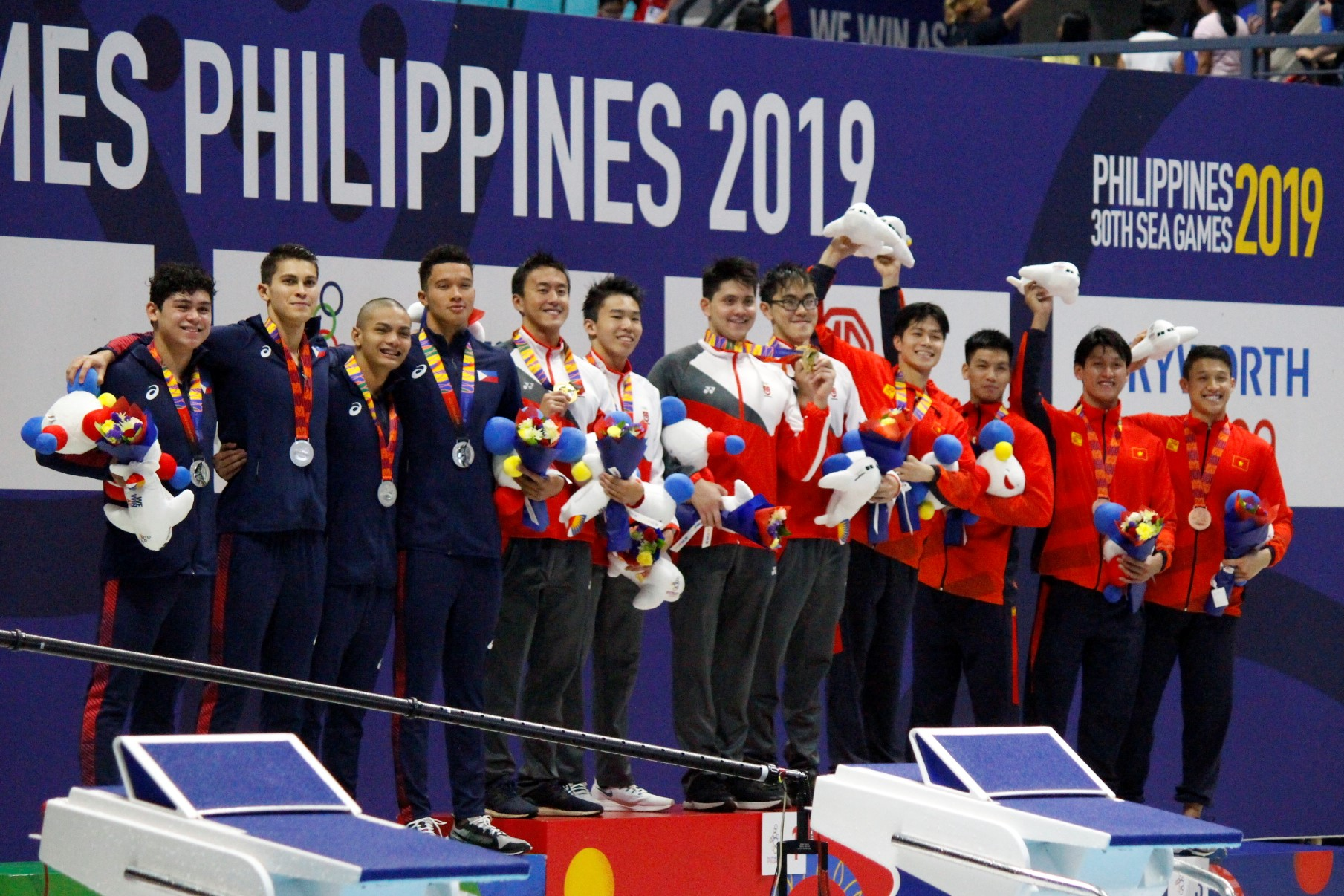
Lễ trao huy chương cho nội dung 4×100m nam m bơi tiếp sức tự do.

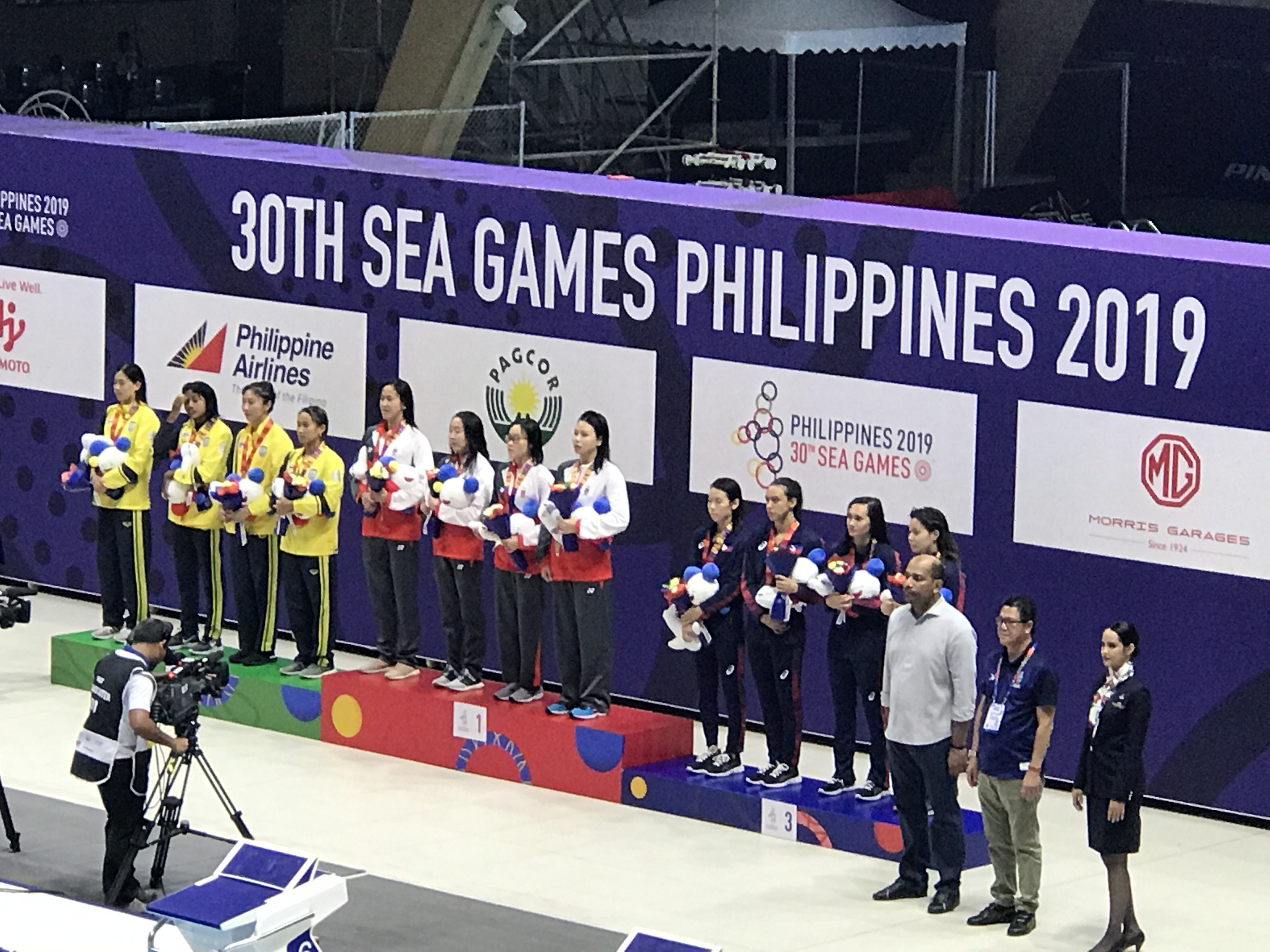
Lễ trao huy chương cho nội dung 4x200m nữ m bơi tiếp sức tự do.

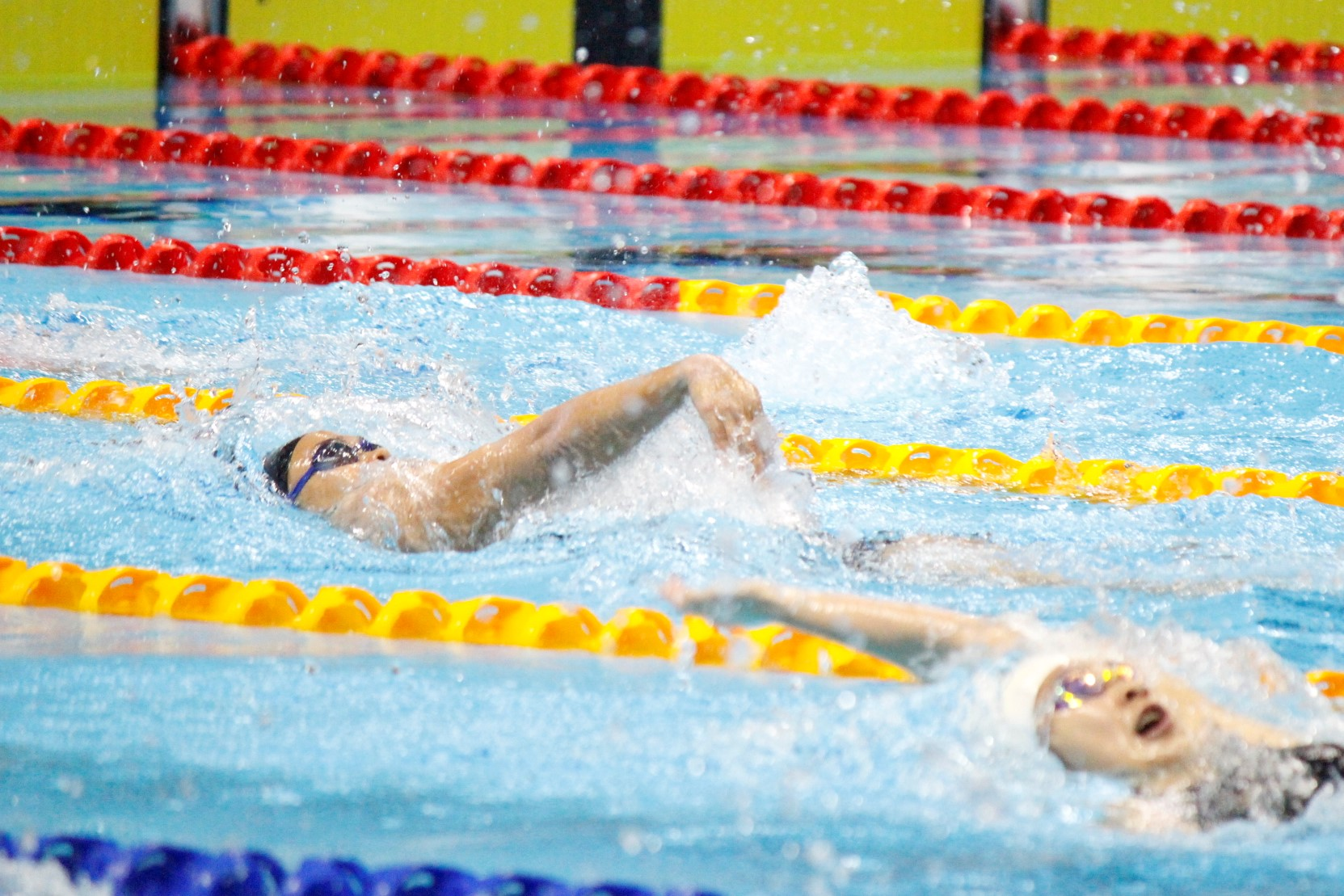
Vận động viên bơi lội người Philippines Chloe Isleta (trái) đang thi đấu ở nội dung 200m bơi ngửa nữ

## Các quốc gia tham dự
- Brunei
- Campuchia
- Indonesia
- Lào
- Malaysia
- Myanmar
- Philippines
- Singapore
- Thái Lan
- Đông Timor
- Việt Nam

## Bảng huy chương
| Hạng               | Đoàn               | Vàng | Bạc | Đồng | Tổng số |
| ------------------ | ------------------ | ---- | --- | ---- | ------- |
| 1                  | Singapore          | 23   | 10  | 4    | 37      |
| 2                  | Việt Nam           | 10   | 6   | 9    | 25      |
| 3                  | Malaysia           | 2    | 2   | 3    | 7       |
| 4                  | Thái Lan           | 1    | 8   | 6    | 15      |
| 5                  | Philippines        | 1    | 6   | 9    | 16      |
| 6                  | Indonesia          | 1    | 6   | 7    | 14      |
| Tổng số (6 đơn vị) | Tổng số (6 đơn vị) | 38   | 38  | 38   | 114     |

## Tóm tắt kết quả
| Chú thích | Chú thích        | Chú thích | Chú thích       |
| --------- | ---------------- | --------- | --------------- |
| MR        | Kỷ lục SEA Games | NR        | Kỷ lục quốc gia |

### Nam
| Nội dung                 | Vàng | Vàng            | Bạc | Bạc         | Đồng | Đồng       |
| ------------------------ | --- | --------------- | --- | ----------- | --- | ---------- |
| 50 m tự do               | Jonathan Tan · Singapore                                                                                           | 22.25 MR, NR    | Teong Tzen Wei · Singapore                                                                                                   | 22.40       | Luke Michael Gebbie · Philippines                                                                               | 22.62 =NR  |
| 100 m tự do              | Darren Chua · Singapore                                                                                            | 49.59           | Joseph Schooling · Singapore                                                                                                 | 49.64       | Hoàng Quý Phước · Việt Nam                                                                                      | 50.08      |
| 200 m tự do              | Darren Chua · Singapore                                                                                            | 1:48.26         | Welson Sim · Malaysia | 1:48.52     | Hoàng Quý Phước · Việt Nam                                                                                      | 1:48.59    |
| 400 m tự do              | Nguyễn Huy Hoàng · Việt Nam                                                                                        | 3:49.08 MR      | Welson Sim · Malaysia | 3:49.55     | Aflah Fadlan Prawira · Indonesia                                                                                | 3:52.65    |
| 1500 m tự do             | Nguyễn Huy Hoàng · Việt Nam                                                                                        | 14:58.14 MR, NR | Aflah Fadlan Prawira · Indonesia                                                                                             | 15:15.77 NR | Nguyễn Hữu Kim Sơn · Việt Nam                                                                                   | 15:18.87   |
|                          | |                 | |             | |            |
| 50 m bơi ngửa            | I Gede Siman Sudartawa · Indonesia                                                                                 | 25.12 MR        | Quah Zheng Wen · Singapore                                                                                                   | 25.65       | Paul Lê Nguyễn · Việt Nam                                                                                       | 25.73      |
| 100 m bơi ngửa           | Quah Zheng Wen · Singapore                                                                                         | 53.79 MR, NR    | Paul Lê Nguyễn · Việt Nam | 54.98 NR    | I Gede Siman Sudartawa · Indonesia                                                                              | 55.68      |
| 200 m bơi ngửa           | Quah Zheng Wen · Singapore                                                                                         | 2:00.06 MR      | Farrel Armandio Tangkas · Indonesia                                                                                          | 2:02.75     | Khiew Hoe Yean · Malaysia                                                                                       | 2:03.89    |
|                          | |                 | |             | |            |
| 50 m bơi ếch             | Lionel Khoo · Singapore                                                                                            | 28.15 MR        | James Deiparine · Philippines                                                                                                | 28.32       | Gagarin Nathaniel Yus · Indonesia                                                                               | 28.52      |
| 100 m bơi ếch            | James Deiparine · Philippines                                                                                      | 1:01.46 MR, NR  | Phạm Thanh Bảo · Việt Nam | 1:01.92     | Lionel Khoo · Singapore                                                                                         | 1:01.98    |
| 200 m bơi ếch            | Nuttapong Ketin · Thái Lan                                                                                         | 2:12.57 MR NR   | Phạm Thanh Bảo · Việt Nam | 2:12.84 NR  | Maximillian Ang Wei · Singapore                                                                                 | 2:13.96 NR |
|                          | |                 | |             | |            |
| 50 m bơi bướm            | Teong Tzen Wei · Singapore                                                                                         | 23.55           | Joseph Schooling · Singapore                                                                                                 | 23.61       | Glenn Victor Sutanto · Indonesia                                                                                | 23.84 NR   |
| 100 m bơi bướm           | Joseph Schooling · Singapore                                                                                       | 51.84           | Quah Zheng Wen · Singapore                                                                                                   | 51.87       | Paul Lê Nguyễn · Việt Nam                                                                                       | 53.89      |
| 200 m bơi bướm           | Quah Zheng Wen · Singapore                                                                                         | 1:56.61         | Navaphat Wongcharoen · Thái Lan                                                                                              | 2:00.31     | Ong Jung Yi · Singapore                                                                                         | 2:00.53    |
|                          | |                 | |             | |            |
| 200 m hỗn hợp cá nhân    | Trần Hưng Nguyên · Việt Nam                                                                                        | 2:02.56 NR      | Darren Chua · Singapore | 2:02.73     | Triady Fauzi Sidiq · Indonesia                                                                                  | 2:02.81    |
| 400 m hỗn hợp cá nhân    | Trần Hưng Nguyên · Việt Nam                                                                                        | 4:20.65 MR NR   | Aflah Fadlan Prawira · Indonesia                                                                                             | 4:21.30 NR  | Nguyễn Hữu Kim Sơn · Việt Nam                                                                                   | 4:26.45    |
|                          | |                 | |             | |            |
| 4×100 m tiếp sức tự do   | Singapore · Darren Chua (50.05) · Jonathan Tan (49.10) · Quah Zheng Wen (48.40) · Joseph Schooling (49.27)         | 3:16.82 MR      | Philippines · Luke Michael Gebbie · Maurice Sacho Ilustre · Jean Pierre Sameh Khouzam · Jarod Jason Hatch                    | 3:22.32 NR  | Việt Nam · Hoàng Quý Phước · Paul Lê Nguyễn · Ngô Đình Chuyền · Trần Hưng Nguyên                                | 3:22.45 NR |
| 4×200 m tiếp sức tự do   | Singapore · Quah Zheng Wen (1:48.50) · Joseph Schooling (1:49.91) · Jonathan Tan (1:51.15) · Darren Chua (1:48.32) | 7:17.88 MR      | Việt Nam · Hoàng Quý Phước (1:49.61) · Nguyễn Hữu Kim Sơn (1:50.68) · Ngô Đình Chuyền (1:50.77) · Nguyễn Huy Hoàng (1:50.45) | 7:21.51 NR  | Malaysia · Khiew Hoe Yean (1:52.34) · Welson Sim (1:48.93) · Arvin Singh Chahal (1:51.46) · Keith Lim (1:54.82) | 7:27.55    |
| 4×100 m tiếp sức hỗn hợp | Singapore · Quah Zheng Wen · Lionel Khoo · Joseph Schooling · Darren Chua                                          | 3:38.63         | Indonesia · I Gede Siman Sudartawa · Triady Fauzi Sidiq · Gagarin Nathaniel Yus · Glenn Victor Sutanto                       | 3:43.27     | Việt Nam · Ngô Đình Chuyền · Hoàng Quý Phước · Phạm Thanh Bảo · Trần Hưng Nguyên                                | 3:44.36    |

### Nữ
| Nội dung                 | Vàng | Vàng          | Bạc | Bạc        | Đồng | Đồng       |
| ------------------------ | --- | ------------- | --- | ---------- | --- | ---------- |
| 50 m tự do               | Amanda Lim · Singapore                                                                                             | 25.06 MR      | Jenjira Srisaard · Thái Lan | 25.32 NR   | Jasmine Alkhaldi · Philippines                                                                                    | 25.48 NR   |
| 100 m tự do              | Quah Ting Wen · Singapore                                                                                          | 54.74 MR      | Cherlyn Yeoh · Singapore | 55.55      | Jasmine Alkhaldi · Philippines                                                                                    | 55.76 NR   |
| 200 m tự do              | Nguyễn Thị Ánh Viên · Việt Nam                                                                                     | 2:00.75       | Natthanan Junkrajang · Thái Lan | 2:00.93    | Remedy Rule · Philippines                                                                                         | 2:01.64    |
| 400 m tự do              | Nguyễn Thị Ánh Viên · Việt Nam                                                                                     | 4:13.20       | Gan Ching Hwee · Singapore | 4:14.56    | Natthanan Junkrajang · Thái Lan                                                                                   | 4:17.59    |
| 800 m tự do              | Gan Ching Hwee · Singapore                                                                                         | 8:41.48       | Nguyễn Thị Ánh Viên · Việt Nam | 8:48.65    | Kamonchanok Kwanmuang · Thái Lan                                                                                  | 8:50.23    |
|                          | |               | |            | |            |
| 50 m bơi ngửa            | Elena Lee · Singapore                                                                                              | 29.40         | Nguyễn Thị Ánh Viên · Việt Nam | 29.64      | Anak Agung Istri Kania Ratih Atmaja · Indonesia                                                                   | 29.77      |
| 100 m bơi ngửa           | Nguyễn Thị Ánh Viên · Việt Nam                                                                                     | 1:02.97       | Chloe Isleta · Philippines | 1:03.87    | Jasmine Alkhaldi · Philippines                                                                                    | 1:04.08    |
| 200 m bơi ngửa           | Nguyễn Thị Ánh Viên · Việt Nam                                                                                     | 2:15.32       | Nurul Fajar Fitriyati · Indonesia | 2:17.84    | Chloe Isleta · Philippines                                                                                        | 2:18.48    |
|                          | |               | |            | |            |
| 50 m bơi ếch             | Phee Jinq En · Malaysia                                                                                            | 31.40 NR      | Jenjira Srisaard · Thái Lan | 31.41 NR   | Christie Chue · Singapore                                                                                         | 31.43      |
| 100 m bơi ếch            | Phee Jinq En · Malaysia                                                                                            | 1:08.50 MR NR | Christie Chue · Singapore | 1:09.06 NR | Nisha Kukanakorn · Thái Lan                                                                                       | 1:10.70    |
| 200 m bơi ếch            | Christie Chue · Singapore                                                                                          | 2:28.71 MR NR | Phiangkhwan Pawapotako · Thái Lan | 2:31.47    | Phee Jinq En · Malaysia                                                                                           | 2:32.38    |
|                          | |               | |            | |            |
| 50 m bơi bướm            | Quah Ting Wen · Singapore                                                                                          | 26.50         | Jenjira Srisaard · Thái Lan | 26.64 NR   | Jasmine Alkhaldi · Philippines                                                                                    | 27.09 NR   |
| 100 m bơi bướm           | Quah Ting Wen · Singapore                                                                                          | 59.62         | Quah Jing Wen · Singapore | 59.73      | Jasmine Alkhaldi · Philippines                                                                                    | 1:00.39 NR |
| 200 m bơi bướm           | Quah Jing Wen · Singapore                                                                                          | 2:10.97 MR    | Remedy Rule · Philippines | 2:10.99 NR | Lê Thị Mỹ Thảo · Việt Nam                                                                                         | 2:12.70    |
|                          | |               | |            | |            |
| 200 m hỗn hợp cá nhân    | Nguyễn Thị Ánh Viên · Việt Nam                                                                                     | 2:15.51       | Azzahra Permatahani · Indonesia | 2:16.84    | Jinjutha Pholjamjumrus · Thái Lan                                                                                 | 2:18.01    |
| 400 m hỗn hợp cá nhân    | Nguyễn Thị Ánh Viên · Việt Nam                                                                                     | 4:47.85       | Jinjutha Pholjamjumrus · Thái Lan | 4:48.43    | Azzahra Permatahani · Indonesia                                                                                   | 4:49.55    |
|                          | |               | |            | |            |
| 4×100 m tiếp sức tự do   | Singapore · Quah Ting Wen (54.80) · Quah Jing Wen (56.01) · Cherlyn Yeoh (54.96) · Amanda Lim (55.15)              | 3:40.92 MR NR | Philippines · Remedy Rule (56.39) · Nicole Oliva (57.10) · Xiandi Chua (57.84) · Jasmine Alkhaldi (55.72)                                   | 3:47.05 NR | Thái Lan · Kornkarnjana Sapianchai · Manita Sathianchokwisan · Jenjira Srisaard · Natthanan Junkrajang            | 3:48.30    |
| 4×200 m tiếp sức tự do   | Singapore · Gan Ching Hwee (2:02.30) · Quah Ting Wen (2:00.69) · Quah Jing Wen (2:02.15) · Christie Chue (2:01.86) | 8:07.00 MR NR | Thái Lan · Kornkarnjana Sapianchai (2:03.30) · Kamonchanok Kwanmuang (2:05.18) · Fonpray Yamsuan (2:03.90) · Natthanan Junkrajang (1:59.50) | 8:11.88 NR | Philippines · Nicole Oliva (2:03.44) · Jasmine Alkhaldi (2:04.28) · Xiandi Chua (2:04.74) · Remedy Rule (2:03.00) | 8:15.46 NR |
| 4×100 m tiếp sức hỗn hợp | Singapore · Elena Lee (1:04.69) · Christie Chue (1:08.05) · Quah Jing Wen (59.35) · Quah Ting Wen (54.96)          | 4:07.05 MR NR | Philippines · Chloe Isleta (1:03.37) · Desirae Mangaoang (1:10.77) · Remedy Rule (1:00.75) · Jasmine Alkhaldi (56.21)                       | 4:11.10 NR | Thái Lan · Saovanee Boonamphai · Nisha Kijkanakorn · Supasuta Sounthornchote · Kornkarnjana Sapianchai            | 4:14.35    |